# Joe Nagbe
Joe Nagbe est un ancien footballeur international libérien né le 2 septembre 1968. Il jouait au poste de milieu de terrain.

## Biographie

### En club
Joe Nagbe évolue dans sept pays différents, au Liberia, au Cameroun, en France, en Suisse, en Grèce, aux Émirats arabes unis, et enfin en Indonésie.
Il dispute 56 matchs en Ligue 1 avec le club de l'OGC Nice, inscrivant six buts. Il joue également 104 matchs en Ligue 2, marquant 27 buts.
Le 28 août 1993, il inscrit avec l'OGC Nice un doublé contre le club du Nîmes Olympique, lors de la 8e journée du championnat de Division 2. Il inscrit 11 buts en Division 2 cette saison là, ce qui constitue sa meilleure performance en France.
Avec le club grec du PAOK Salonique, il dispute huit matchs en Coupe de l'UEFA.

### En équipe nationale
Joe Nagbe joue en équipe du Liberia pendant 23 ans, de 1988 à 2011. Lorsqu'il arrête sa carrière internationale, il est âgé de près de 43 ans.
Il dispute huit matchs lors des éliminatoires du mondial 1990, un match lors des éliminatoires du mondial 1994, cinq matchs lors des éliminatoires du mondial 1998, et enfin neuf matchs lors des éliminatoires du mondial 2002.

## Palmarès
- Champion de France de D2 en 1994 avec l'OGC Nice